# Juanjo Giménez
Juan José Giménez Peña (Barcelona, 18 de abril de 1963), conocido como Juanjo Giménez, es un director y productor de cine español especializado en cortometrajes.

## Biografía
En el 2016 fue el ganador de la Palma de Oro al mejor cortometraje con su film Timecode que fue uno de los diez trabajos seleccionados por el jurado del festival, de un total de 5008 aspirantes. Timecode se realizó en el curso de Creación y Dirección Cinematográfica de la Escola de Cine de Reus, concebido como una lección de dirección para los alumnos. Algunos de sus trabajos en formato corto son Hora de cerrar y Especial cono luz, Ella está enfadada y Libre indirecto, Máxima pena, Nitbús y Rodilla. También ha dirigido dos largometrajes Nos hacemos falta y Esquivar y pegar codirigido con Adán Aliaga. Giménez ha producido también documentales como Estigmas, El arca de Noé y Enxaneta. El 24 de enero de 2017 su film Timecode fue nominado al Oscar al mejor cortometraje.

## Premios y distinciones
Premios Óscar
| Año  | Categoría          | Película | Resultado |
| ---- | ------------------ | -------- | --------- |
| 2017 | Mejor cortometraje | Timecode | Nominado  |